# Canthigaster cyanospilota
Canthigaster cyanospilota, tên thông thường là cá nóc đốm xanh, là một loài cá biển thuộc chi Canthigaster trong họ Cá nóc. Loài này được mô tả lần đầu tiên vào năm 2008.
C. cyanospilota được tách ra từ loài ban đầu là Canthigaster coronata.

## Phân bố và môi trường sống
C. cyanospilota có phạm vi phân bố rộng khắp Ấn Độ Dương. Loài này được tìm thấy từ Biển Đỏ và vịnh Aden, men dọc theo vùng bờ biển Đông Phi đến Nam Phi, bao gồm các hòn đảo, bãi đá xung quanh (trừ Madagascar). Ở phía đông, C. amboinensis xuất hiện từ biển Andaman, trải dài về phía nam đến các đảo Sumatra, Java và Bali. Loài này sống xung quanh các rạn san hô ở độ sâu khoảng từ 10 đến 80 m.

## Mô tả
C. cyanospilota trưởng thành có kích thước tối đa được ghi nhận là khoảng 10 cm. So với Canthigaster axiologus và C. coronata, C. cyanospilota có nhiều đốm và đường vân màu xanh lam sáng, nhưng không có một đốm vàng nào. Danh pháp khoa học của C. cyanospilota trong tiếng Hy Lạp có nghĩa là "đốm xanh", ám chỉ những đốm xanh sáng nổi bật trên cơ thể của nó.
Số gai ở vây lưng: 0; Số tia vây mềm ở vây lưng: 9 - 11; Số gai ở vây hậu môn: 0; Số tia vây mềm ở vây hậu môn: 8 - 10; Số tia vây mềm ở vây ngực: 15 - 17.
Cũng như những loài cá nóc khác, C. cyanospilota có khả năng sản xuất và tích lũy các độc tố như tetrodotoxin và saxitoxin trong da, tuyến sinh dục và gan. Mức độ độc tính khác nhau tùy theo từng loài, và cũng phụ thuộc vào khu vực địa lý và mùa.
Thức ăn của C. cyanospilota là các loài động vật giáp xác và động vật thân mềm. C. cyanospilota có thể được đánh bắt nhằm mục đích thương mại cá cảnh.